# Ingersoll
Ingersoll es una localidad canadiense de la provincia de Ontario.

## Geografía
Está ubicada en el condado de Oxford, perteneciente a la provincia de Ontario. Se encuentra al este de la ciudad de London, junto al curso del río Thames.

## Historia
A comienzos del siglo XX, en 1901, la localidad tenía contabilizada una población de 4572 habitantes. Por ella pasaban las vías ferroviarias de la Grand Trunk Railway. Por entonces las principales manufacturas de la industria local eran utensilios agrícolas, muebles, pianos y tornillos. Había también exportación de queso y productos de las granjas.